# Збігнєв Барановський
Збігнєв Барановський (пол. Zbigniew Baranowski; нар. 2 липня 1991, Бялогард, Західнопоморське воєводство) — польський борець вільного стилю, срібний та бронзовий призер чемпіонату Європи, учасник двох Олімпійських ігор.

## Життєпис
Боротьбою почав займатися з 2003 року. У 2011 році здобув бронзову медаль чемпіонату Європи серед юніорів.
Виступає за борцівський клуб Бялогарда. Тренер — Цезарій Ястреб (з 2003).

## Спортивні результати на міжнародних змаганнях

### Виступи на Олімпіадах
| Змагання                    | Збірна | Вагова категорія          | Місце |
| --------------------------- | ------ | ------------------------- | ----- |
| Літні Олімпійські ігри 2016 | Польща | вільна боротьба, до 86 кг | 10    |
| Літні Олімпійські ігри 2024 | Польща | вільна боротьба, до 97 кг | 8     |

### Виступи на Чемпіонатах світу
| Змагання                        | Збірна | Вагова категорія          | Місце |
| ------------------------------- | ------ | ------------------------- | ----- |
| Чемпіонат світу з боротьби 2014 | Польща | вільна боротьба, до 86 кг | 12    |
| Чемпіонат світу з боротьби 2017 | Польща | вільна боротьба, до 86 кг | 9     |
| Чемпіонат світу з боротьби 2018 | Польща | вільна боротьба, до 86 кг | 9     |
| Чемпіонат світу з боротьби 2019 | Польща | вільна боротьба, до 86 кг | 20    |
| Чемпіонат світу з боротьби 2021 | Польща | вільна боротьба, до 92 кг | 10    |
| Чемпіонат світу з боротьби 2022 | Польща | вільна боротьба, до 97 кг | 18    |
| Чемпіонат світу з боротьби 2023 | Польща | вільна боротьба, до 97 кг | 10    |

### Виступи на Чемпіонатах Європи
| Змагання                         | Збірна | Вагова категорія          | Місце  |
| -------------------------------- | ------ | ------------------------- | ------ |
| Чемпіонат Європи з боротьби 2016 | Польща | вільна боротьба, до 86 кг | 15     |
| Чемпіонат Європи з боротьби 2017 | Польща | вільна боротьба, до 86 кг | 5      |
| Чемпіонат Європи з боротьби 2018 | Польща | вільна боротьба, до 86 кг | 7      |
| Чемпіонат Європи з боротьби 2019 | Польща | вільна боротьба, до 92 кг | Срібло |
| Чемпіонат Європи з боротьби 2022 | Польща | вільна боротьба, до 97 кг | Бронза |
| Чемпіонат Європи з боротьби 2023 | Польща | вільна боротьба, до 97 кг | 9      |

### Виступи на Європейських іграх
| Змагання              | Збірна | Вагова категорія          | Місце |
| --------------------- | ------ | ------------------------- | ----- |
| Європейські ігри 2019 | Польща | вільна боротьба, до 86 кг | 7     |

### Виступи на інших змаганнях
| Змагання                                                         | Збірна | Вагова категорія                 | Місце  |
| ---------------------------------------------------------------- | ------ | -------------------------------- | ------ |
| Турнір Яшара Догу 2012                                           | Польща | вільна боротьба, до 84 кг        | 16     |
| Меморіал Вацлава Циолковського 2012                              | Польща | вільна боротьба, до 84 кг        | 9      |
| Турнір Олександра Медведя 2012                                   | Польща | вільна боротьба, до 84 кг        | 8      |
| Меморіал Іона Корнеану 2013                                      | Польща | вільна боротьба, до 84 кг        | 5      |
| Меморіал Вацлава Циолковського 2013                              | Польща | вільна боротьба, до 84 кг        | 13     |
| Гран-прі Німеччини з боротьби 2014                               | Польща | вільна боротьба, до 86 кг        | Срібло |
| Меморіал Вацлава Циолковського 2014                              | Польща | вільна боротьба, до 86 кг        | 7      |
| Інтерконтинентальний кубок з боротьби 2014                       | Польща | вільна боротьба, до 86 кг        | Бронза |
| Гран-прі Парижа з боротьби 2015                                  | Польща | вільна боротьба, до 86 кг        | 5      |
| Кубок Гранми з боротьби 2015                                     | Польща | вільна боротьба, до 86 кг        | 5      |
| Турнір Яшара Догу 2015                                           | Польща | вільна боротьба, до 86 кг        | 32     |
| Меморіал Абделазіза Услаті 2015                                  | Польща | вільна боротьба, до 86 кг        | Золото |
| Турнір Алі Алієва 2015                                           | Польща | вільна боротьба, до 86 кг        | Бронза |
| Меморіал Вацлава Циолковського 2015                              | Польща | вільна боротьба, до 86 кг        | 10     |
| Інтерконтинентальний кубок з боротьби 2015                       | Польща | вільна боротьба, до 86 кг        | 10     |
| Кубок Алроси 2015                                                | Польща | вільна боротьба, до 86 кг        | 6      |
| Турнір Дана Колова — Николи Петрова 2016                         | Польща | вільна боротьба, до 86 кг        | Срібло |
| Олімпійський кваліфікаційний турнір з боротьби 2016 (Улан-Батор) | Польща | вільна боротьба, до 86 кг        | Бронза |
| Турнір міста Сассарі з боротьби 2016                             | Польща | вільна боротьба, до 86 кг        | Срібло |
| Меморіал Вацлава Циолковського 2016                              | Польща | вільна боротьба, до 86 кг        | Срібло |
| Гран-прі Німеччини з боротьби 2016                               | Польща | вільна боротьба, до 86 кг        | 5      |
| Інтерконтинентальний кубок з боротьби 2016                       | Польща | вільна боротьба, до 86 кг        | 7      |
| Кубок Європейських націй з боротьби 2016                         | Польща | команда                          | 5      |
| Турнір Яшара Догу 2017                                           | Польща | вільна боротьба, до 86 кг        | 5      |
| Турнір Дана Колова — Николи Петрова 2017                         | Польща | вільна боротьба, до 86 кг        | Золото |
| Меморіал Вацлава Циолковського 2017                              | Польща | вільна боротьба, до 86 кг        | Срібло |
| Кубок Ахмата Кадирова 2017                                       | Польща | вільна боротьба, до Teamevent кг | Бронза |
| Інтерконтинентальний кубок з боротьби 2017                       | Польща | вільна боротьба, до 86 кг        | Срібло |
| Київський Міжнародний турнір з боротьби 2018                     | Польща | вільна боротьба, до 86 кг        | Бронза |
| Турнір Г. Картозія і В. Балавадзе 2018                           | Польща | вільна боротьба, до 86 кг        | 16     |
| Відкритий чемпіонат Польщі з боротьби 2018                       | Польща | вільна боротьба, до 86 кг        | Золото |
| Кубок Ахмата Кадирова 2018                                       | Польща | команда                          | Срібло |
| Турнір Алі Алієва 2019                                           | Польща | вільна боротьба, до 86 кг        | 8      |
| Меморіал Вацлава Циолковського 2019                              | Польща | вільна боротьба, до 86 кг        | Срібло |
| Чемпіонат Польщі з боротьби 2020                                 | Польща | вільна боротьба, до 92 кг        | Золото |
| Національний кубок України з боротьби 2020                       | Польща | вільна боротьба, до 92 кг        | Золото |
| Меморіал Вацлава Циолковського 2020                              | Польща | вільна боротьба, до 86 кг        | Срібло |
| Гран-прі Франції Анрі Деглана 2021                               | Польща | вільна боротьба, до 92 кг        | Золото |
| Олімпійський кваліфікаційний турнір з боротьби 2020 (Софія)      | Польща | вільна боротьба, до 86 кг        | Бронза |
| Меморіал Вацлава Циолковського 2021                              | Польща | вільна боротьба, до 92 кг        | Золото |
| Турнір Алі Алієва 2021                                           | Польща | вільна боротьба, до 92 кг        | Срібло |
| Меморіал Маттео Пелліконе 2022                                   | Польща | вільна боротьба, до 97 кг        | 5      |
| Гран-прі Іспанії з боротьби 2022                                 | Польща | вільна боротьба, до 97 кг        | Золото |
| Відкритий чемпіонат Загреба з боротьби 2023                      | Польща | вільна боротьба, до 97 кг        | 7      |
| Турнір Ібрагіма Мустафи 2023                                     | Польща | вільна боротьба, до 97 кг        | Срібло |
| Меморіал Вацлава Циолковського 2023                              | Польща | вільна боротьба, до 97 кг        | Золото |
| Відкритий чемпіонат Загреба з боротьби 2024                      | Польща | вільна боротьба, до 97 кг        | 14     |
| Олімпійський кваліфікаційний турнір з боротьби 2024 (Стамбул)    | Польща | вільна боротьба, до 97 кг        | Золото |
| Меморіал Вацлава Циолковського 2024                              | Польща | вільна боротьба, до 97 кг        | Золото |

### Виступи на змаганнях молодших вікових груп
| Змагання                                       | Збірна | Вагова категорія                 | Місце  |
| ---------------------------------------------- | ------ | -------------------------------- | ------ |
| Чемпіонат Європи з боротьби серед кадетів 2008 | Польща | вільна боротьба, до 63 кг        | 11     |
| Балтійські молодіжні ігри серед кадетів 2009   | Польща | греко-римська боротьба, до 74 кг | Золото |
| Чемпіонат Європи з боротьби серед юніорів 2010 | Польща | вільна боротьба, до 74 кг        | 9      |
| Чемпіонат світу з боротьби серед юніорів 2010  | Польща | вільна боротьба, до 74 кг        | 20     |
| Чемпіонат Європи з боротьби серед юніорів 2011 | Польща | вільна боротьба, до 84 кг        | Бронза |
| Чемпіонат світу з боротьби серед юніорів 2011  | Польща | вільна боротьба, до 84 кг        | 13     |